# Sint-Urbanuskerk (Nes aan de Amstel)
De Sint-Urbanuskerk is een rooms-katholieke kerk in Nes aan de Amstel. Het is een neogotische kruisbasiliek, met op de kruising een vierkante toren. Het is het eerste zelfstandige ontwerp van de architect Joseph Cuypers, de zoon van Pierre Cuypers, die ook voor veel kerken in het Amstelland verantwoordelijk is.
De parochie en de kerk zijn genoemd naar Paus Urbanus I. De katholieken in Nes vielen aanvankelijk onder de Urbanusparochie in Ouderkerk aan de Amstel. In 1631 werden Nes en Bovenkerk zelfstandige parochies.
Sinds 1976 staat de kerk op de rijksmonumentenlijst. Sinds 2002 zijn ook de pastorie, het ijzeren hek aan de Amsteldijk en het toegangshek van de begraafplaats Vreedenhof beschermd.
Rechts voor de kerk staat aan de dijk een oorlogsmonument, in de vorm van een wit stenen kruis met de tekst "Voor hen die vielen 40 45", ter herdenking van slachtoffers van de Tweede Wereldoorlog.

## Begraafplaats Vreedenhof
Achter het kerkgebouw bevindt zich begraafplaats Vreedenhof met 270 graven.

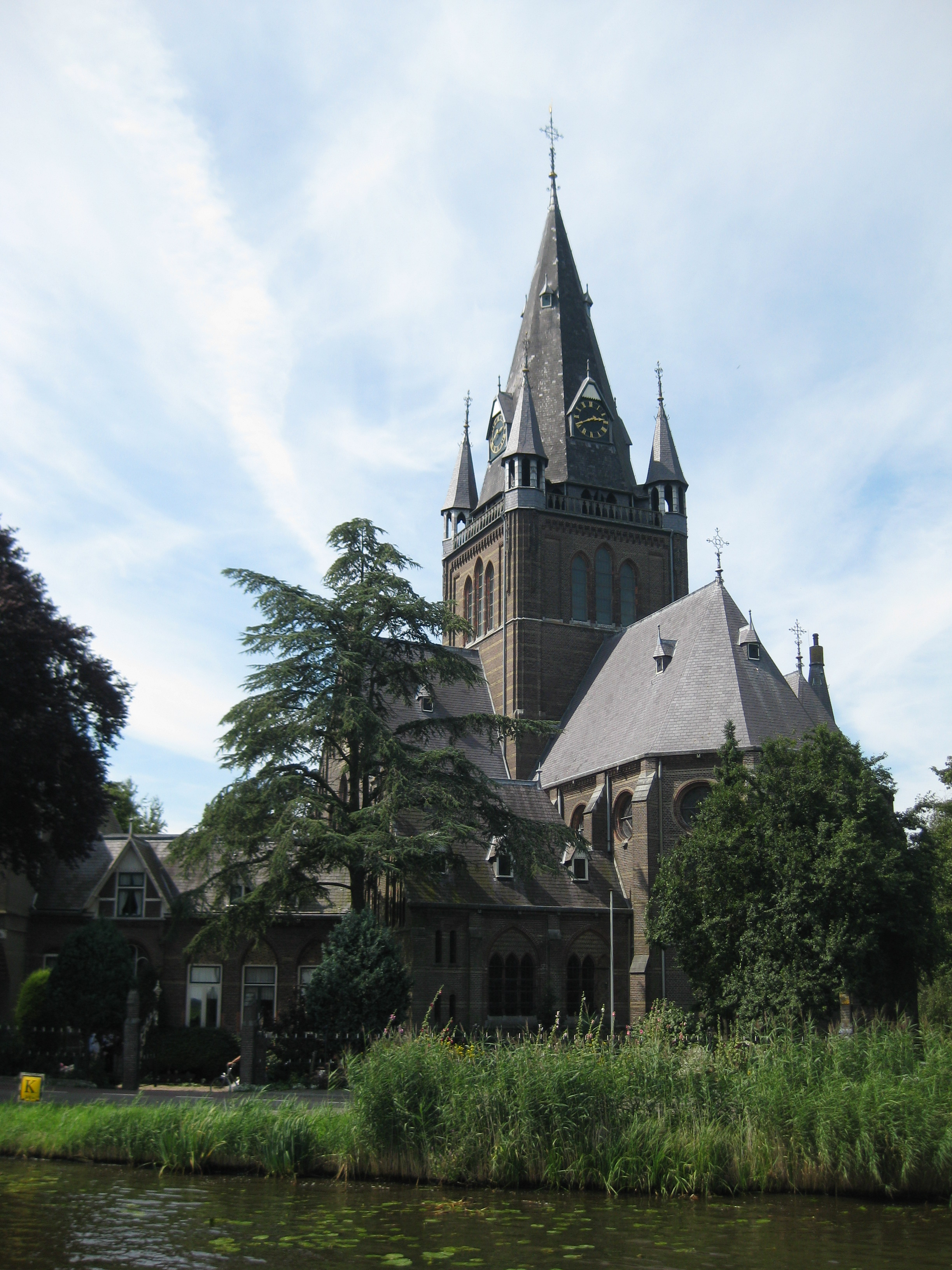
Urbanuskerk, gezien vanaf de Amstel
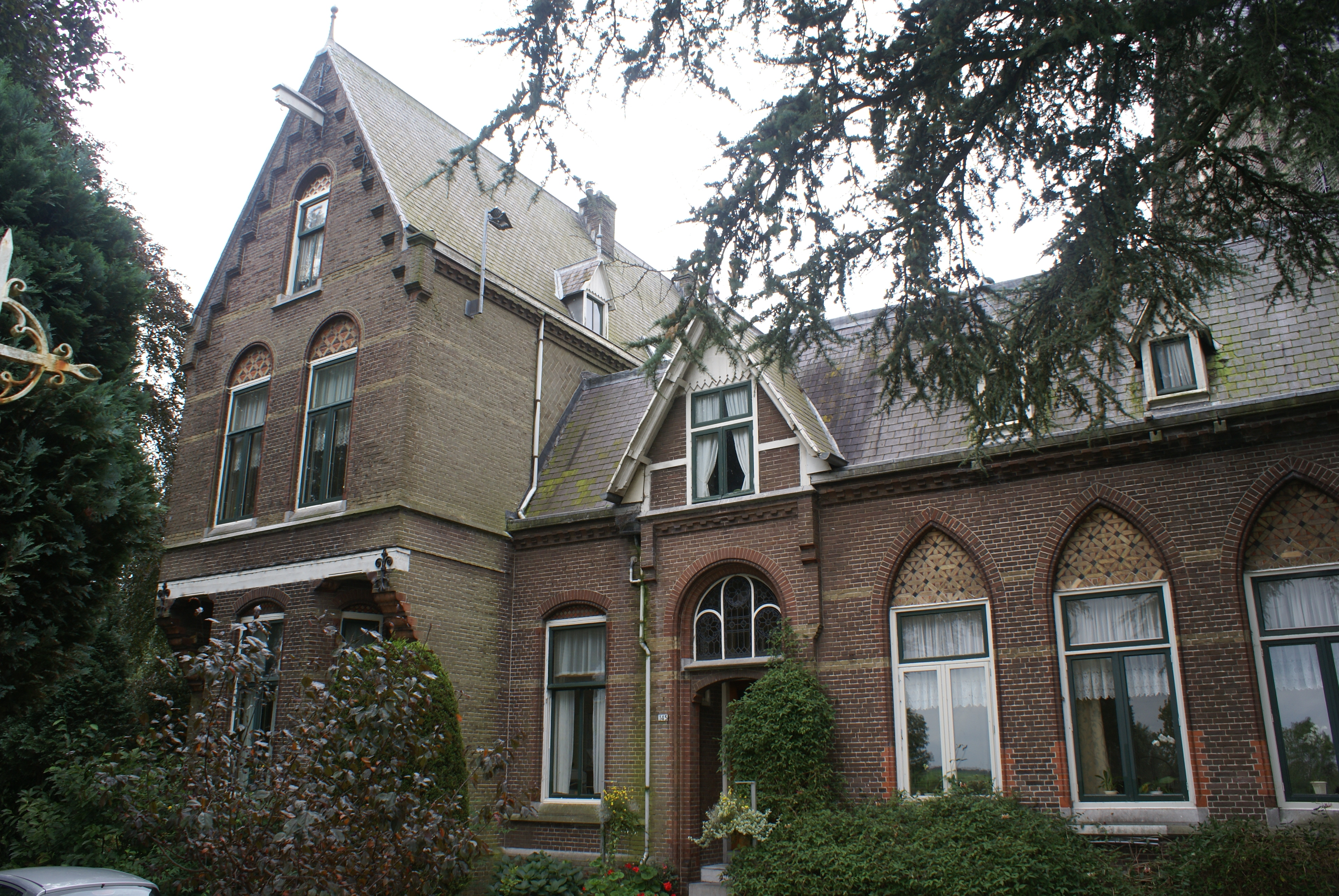
Pastorie
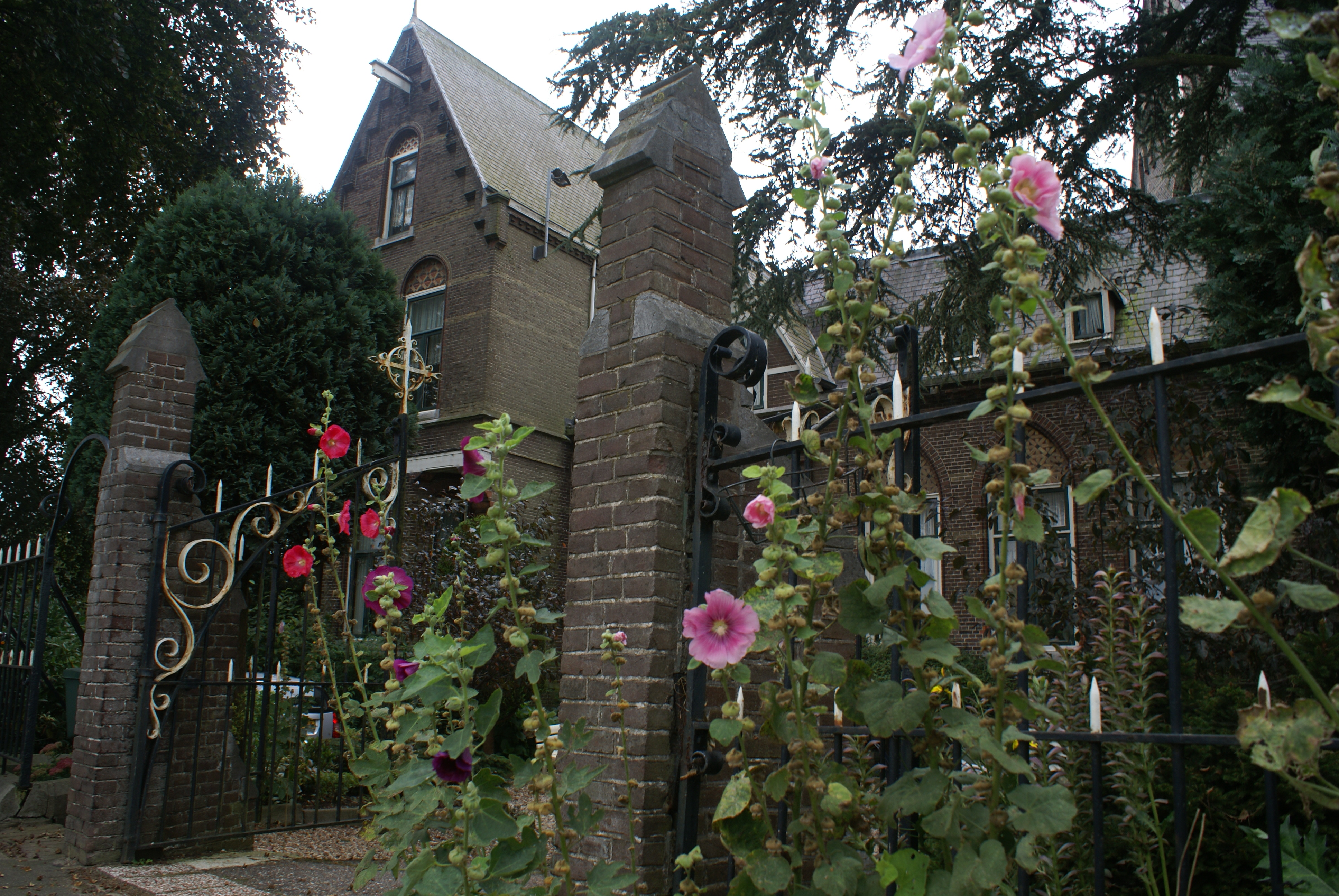
Hek aan de straatzijde
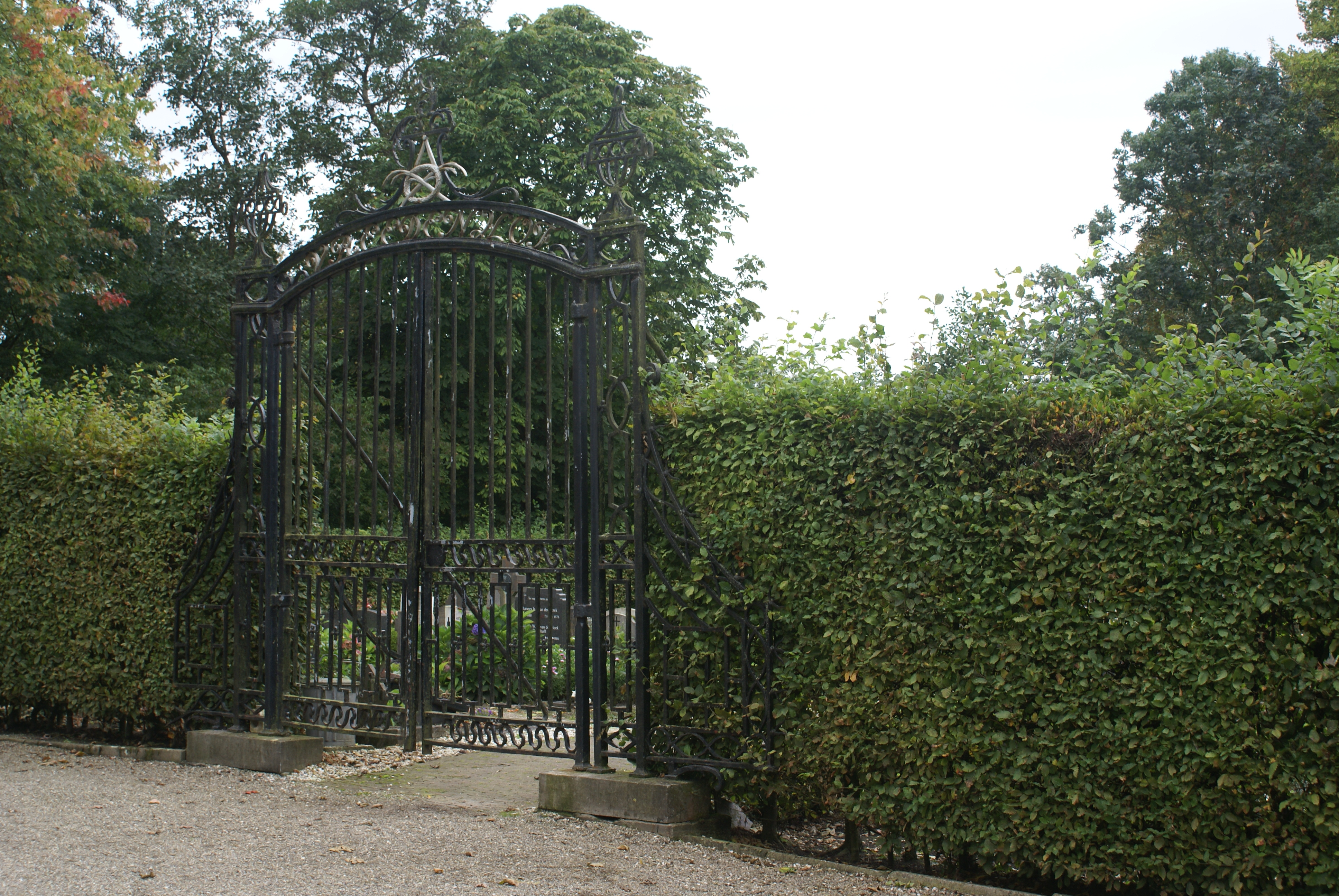
Het hek van de begraafplaats
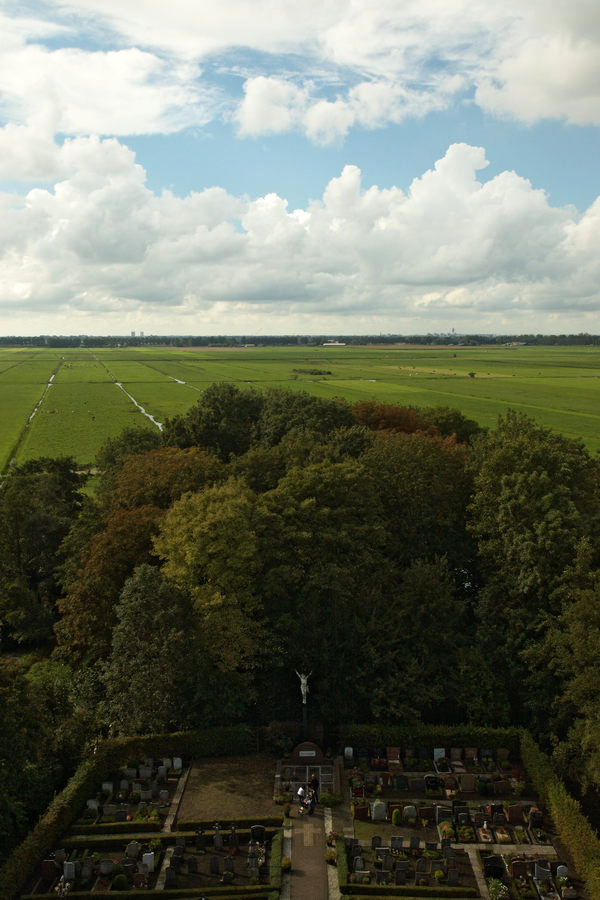
Begraafplaats Vreedenhof
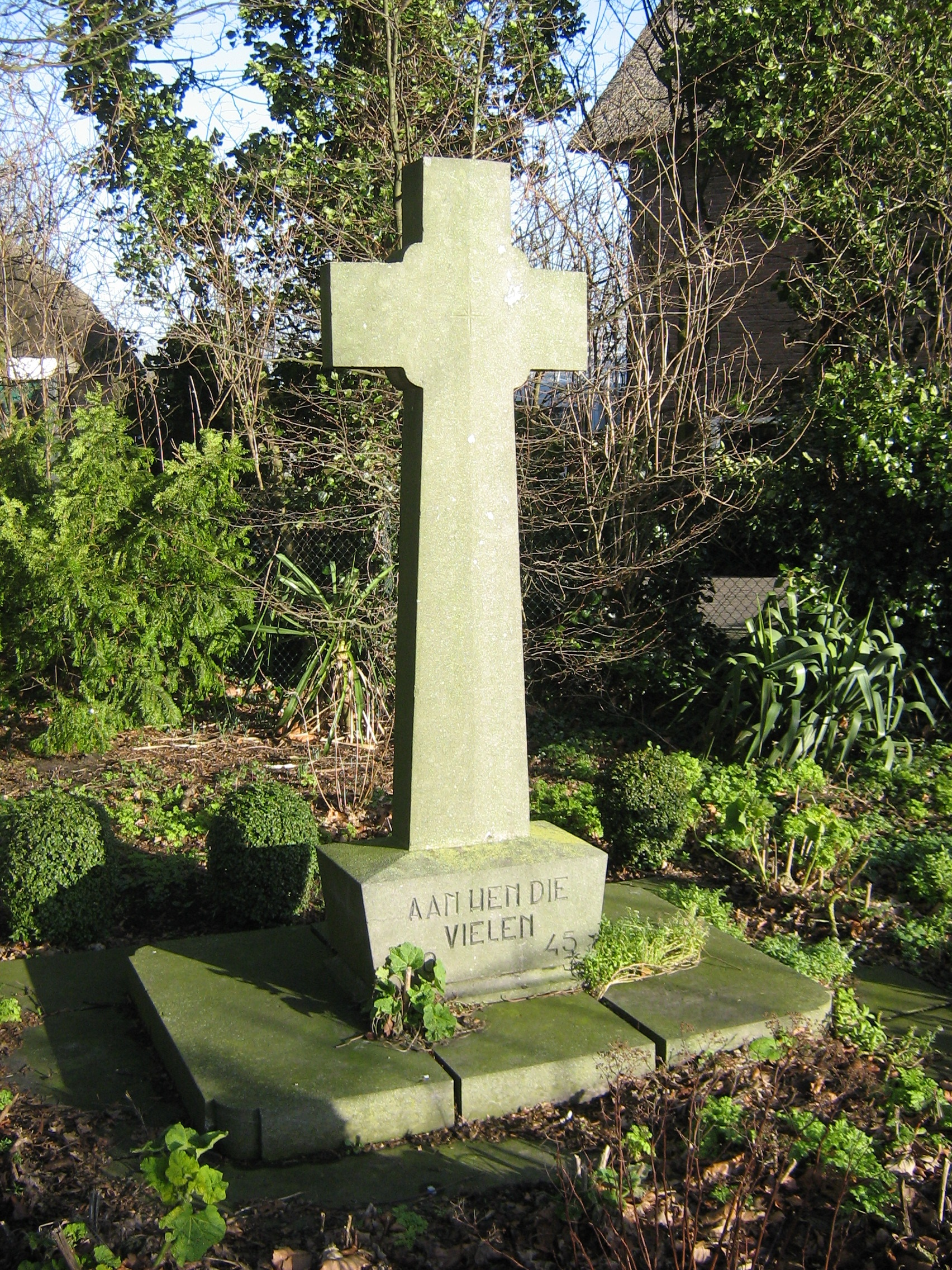
Herdenkingskruis
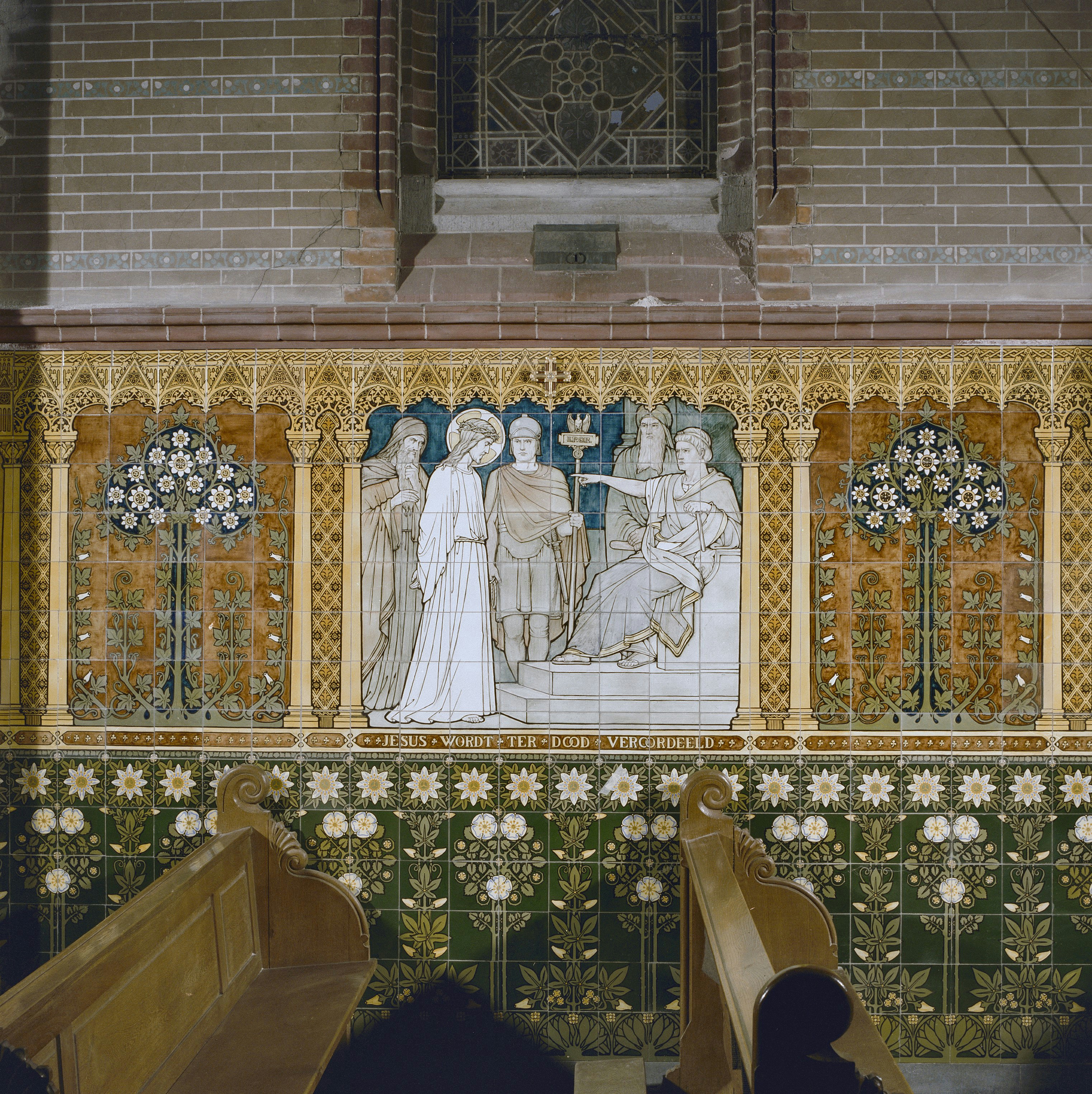
Tegeltableau in de kerk